# Messerschmitt Bf.108 Taifun

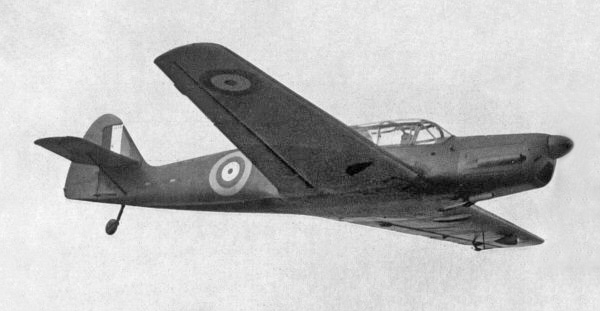
Захваченный Messerschmitt Bf 108 на службе RAF

Мессершмитт Bf 108 «Тайфун» — цельнометаллический одномоторный моноплан, который был разработан немецким авиаконструктором Вильгельмом Мессершмиттом и выпускался Баварской авиастроительной компанией (нем. Bayerische Flugzeugwerke) (позднее — Мессершмитт АГ).

## История

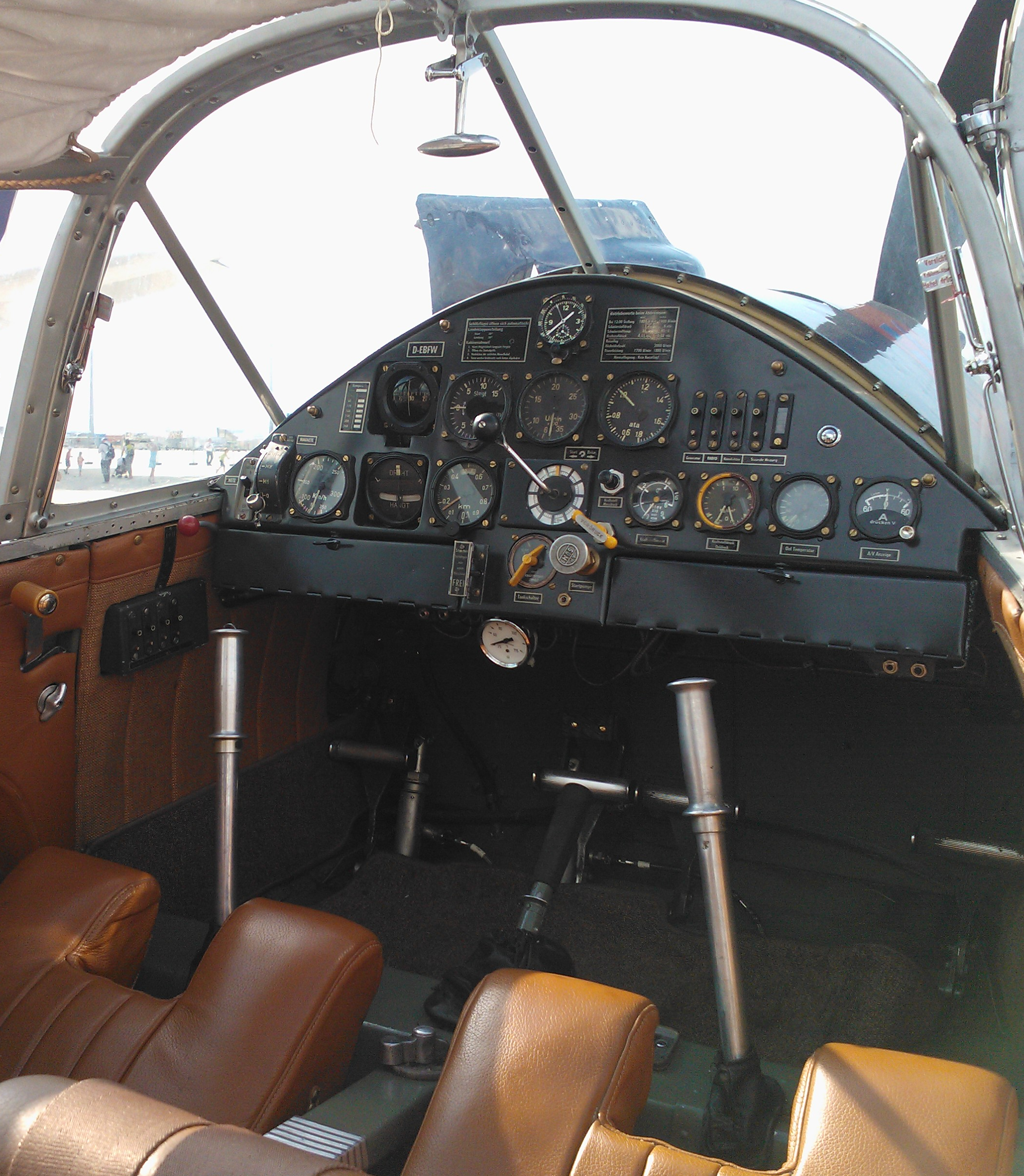
Кабина Bf 108

Первый полёт нового самолёта состоялся в 1934 году. Внешне машина была похожа на разработанный позднее широко известный истребитель Второй мировой войны Мессершмитт Bf 109, в конструкции которого нашли применения многие решения Bf 108.
Двухместный вариант «A» поднялся в воздух в 1934 году, а четырёхместная версия «B» — в 1935 году. На модификации «B» устанавливался 8-цилиндровый V-образный перевёрнутый поршневой двигатель «Аргус» As 10 воздушного охлаждения. Машина поступила на вооружение люфтваффе, где использовалась преимущественно как самолёт связи.
Во время Второй мировой войны производство Bf 108 перенесли на оккупированную территорию Франции, где выпуск изделия продолжался и после окончания войны как Норд 1000 «Пингвин» (фр. Nord 1000 Pingouin).
Прозвище «Тайфун» закрепилось за самолётом с лёгкой руки немецкой летчицы Элли Байнхорн, второй женщины в мире, совершившей кругосветный полёт.

## ЛТХ

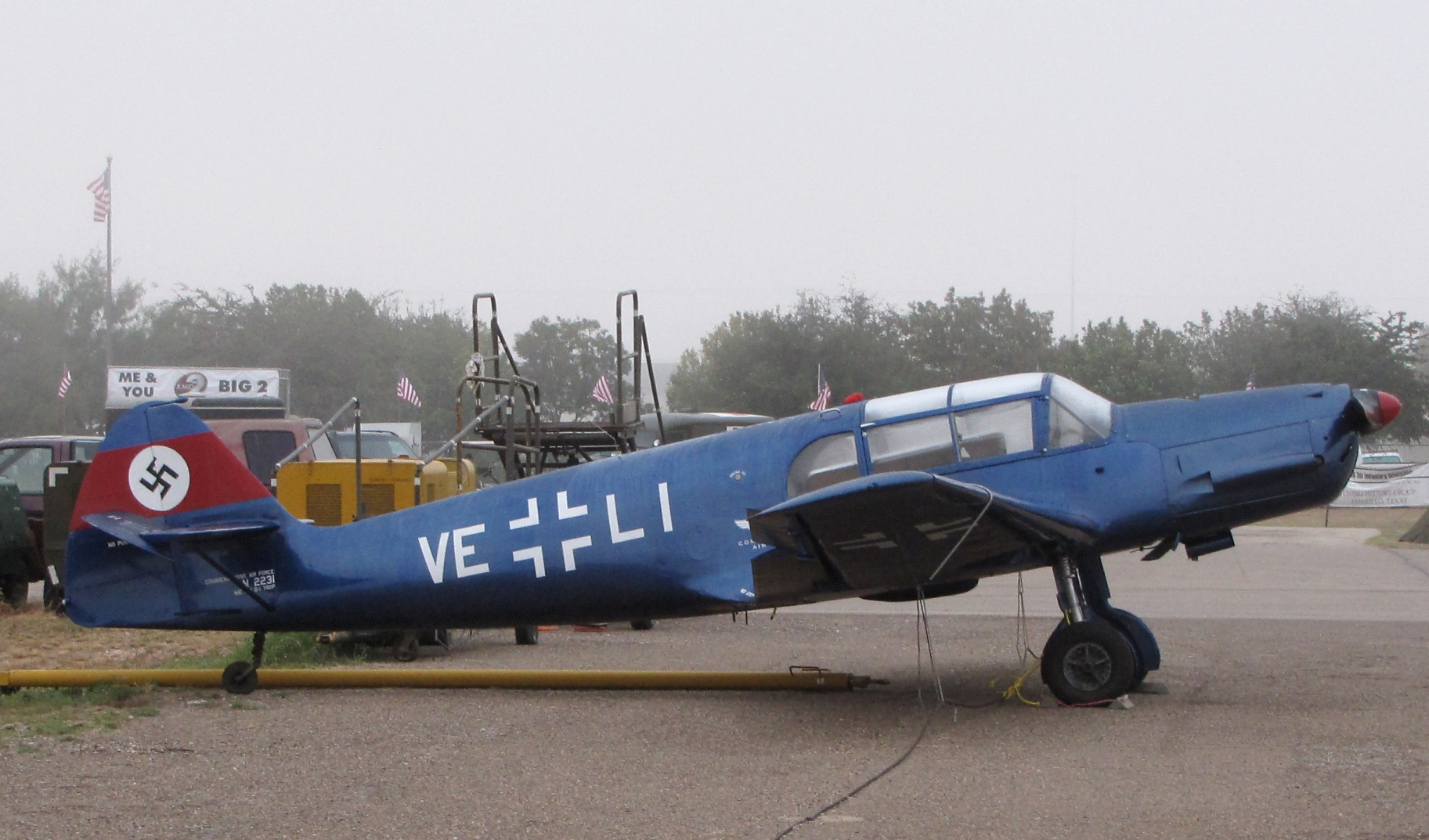
Bf 108 «Тайфун»

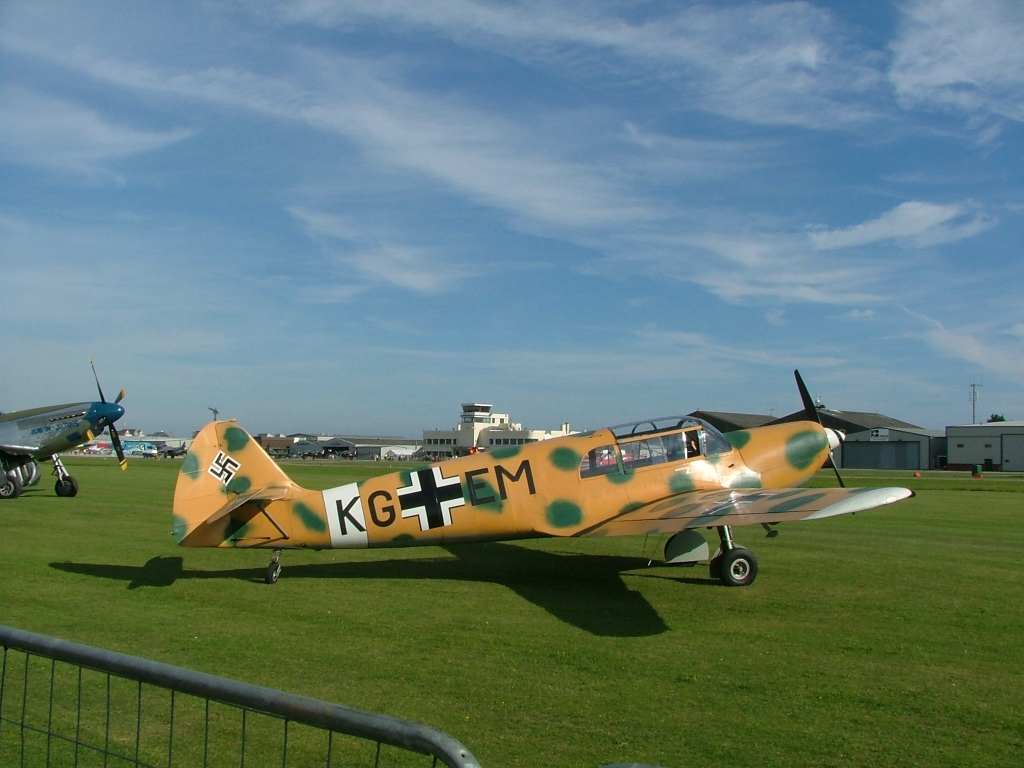

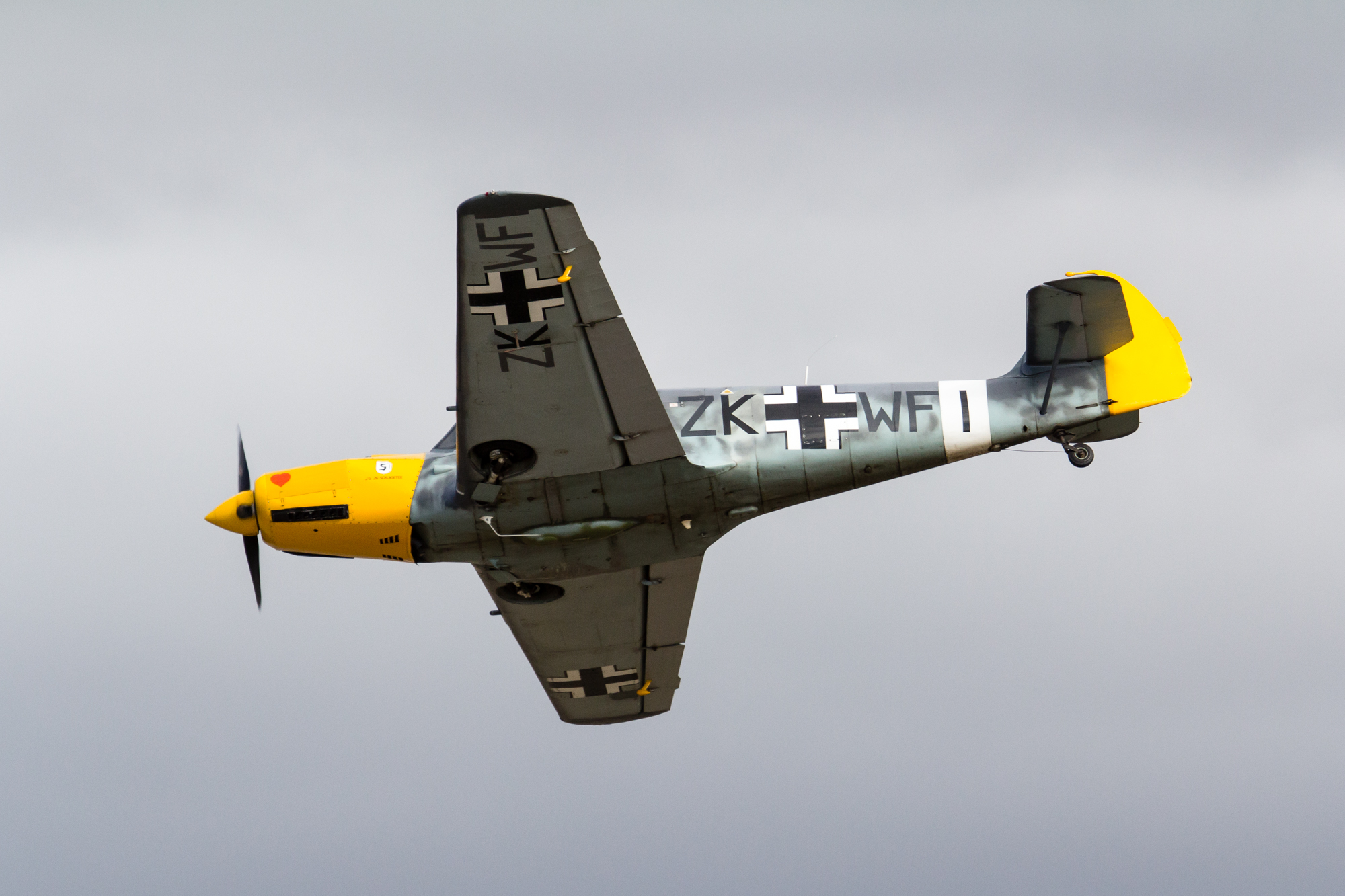
Норд 1000 «Пингвин»

Источник данных: Jane's all the World's Aircraft 1938, Die Deutsche Luftrüstung 1933–1945 Vol.3 – Flugzeugtypen Henschel-Messerschmitt

Технические характеристики
- Экипаж: 1-2
- Пассажировместимость: 2-3
- Длина: 8,29 м
- Размах крыла: 10,5 м
- Высота: 2,3 м
- Площадь крыла: 16,4 м²
- Профиль крыла: NACA 2416; законцовки: NACA 2413[3]
- Масса пустого: 806 кг
- Максимальная взлётная масса: 1350 кг
- Силовая установка: 1 × 8-цилиндровый перевернутый V-образный воздушного охлаждения Argus As 10
- Мощность двигателей: 1 × 233 л.с. (1 × 174 кВт)
- Воздушный винт: двухлопастный, изменяемого шага

Лётные характеристики
- Максимальная скорость: 315 км/ч на 1 000 м
- Крейсерская скорость: 260 км/ч
- Практическая дальность: 1000 км
- Практический потолок: 6 200 м
- Нагрузка на крыло: 87,5 кг/м²
- Тяговооружённость: 0,143 кВт/кг

## Страны, использовавшие Bf 108
| Страна         | Количество | Год       |
| -------------- | ---------- | --------- |
| Австрия        | 1          | 1937      |
| Болгария       | 6          | 1940      |
| Бразилия       | 1          | 1936      |
| Великобритания | 3          | 1938–1939 |
| Венгрия        | 7          | 1936–1937 |
| Испания        | 3          | 1939      |
| Италия         | 1          | 1937      |
| Маньчжоу-Го    | 19         | 1937–1938 |
| Норвегия       | 1          | 1937      |
| Румыния        | 13         | 1937–1940 |
| США            | 2          | 1936–1937 |
| Чили           | 1          | 1938      |
| Швейцария      | 21         | 1938–1939 |
| Югославия      | 35         | 1937–1940 |
| Япония         | 3          | 1936–1939 |
| Всего          | 119        |           |

 нацистская Германия
- Люфтваффе

 Болгария
- Царские ВВС Болгарии — 6 самолётов[4] c 1940 года, были приняты на вооружение под наименованием Месершмит Bf.108 «Лебед». По состоянию на 1 января 1948 года один Me-108 оставался на вооружении 14-го авиаполка[5]

 Бразилия
- Varig

 Великобритания
- Royal Air Force — после начала Второй мировой войны четыре Bf 108 оказались в распоряжении британских ВВС, в которых машину переименовали в «Мессершмитт Олдон» (англ. Messerschmitt Aldon). В качестве самолёта связи Bf 108 не знал себе равных в том, что касается скоростных характеристик, однако схожесть силуэта приводила к тому, что его принимали за вражеский Bf 109.

 Венгрия
- ВВС Венгрии

 Франкистская Испания
- ВВС франкистской Испании

 Италия
- Regia Aeronautica

 Китайская Республика
- ВВС Китайской Республики

 Маньчжоу-Го
- Manchuria Aviation Company

 Норвегия
- Воздушные Силы армии Норвегии

 Румыния
- ВВС Румынии

 СССР
- ВВС СССР (трофейные)

 США
- весной 1939 года один Bf 108B приобрёл военный атташе США (за 14 378 американских долларов), который получил наименование XC-44. Однако в декабре 1941 года самолёт «возвратился в собственность» Германии.

 Польская Народная Республика
- ВВС Польши (после войны)

 Франция
- ВВС Франции (бывшие немецкие Bf 108 и Nord 1000 послевоенного выпуска).

 Независимое государство Хорватия
- ВВС НГХ

 Чехословакия
- ВВС Чехословакии (после войны использовались под названием K-70).

 Чили
- ВВС Чили

 Швейцария
- ВВС Швейцарии

 Югославия
- Королевские ВВС Югославии оставались на вооружении ВВС Югославии до оккупации Югославии в апреле 1941 года

 Японская империя
- ВВС Императорской армии Японии

После окончания Второй мировой войны Bf 108 и послевоенные Nord 1000 нередко исполняли роли «Мессершмитт 109» в западных фильмах.